# Simalungun

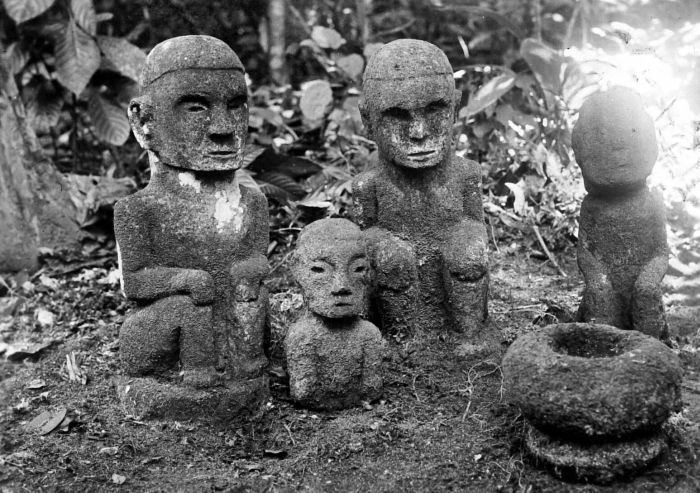
Petites estàtues de la cultura batak simalungun (1938)

Els Simalungun són un grup ètnic actiu al nord de Sumatra, considerat un dels pobles Batak. Els Simalungun viuen majoritàriament a la Regència Simalungun i a les àrees circumdants, incloent-hi la ciutat de Pematang Siantar, una ciutat autònoma, però prèviament part de la Regència.
El Simalungun viuen en terres del "Batak Oriental", a la frontera de les terres dels Batak Toba, al sud ia l'oest, i el Batak Karo al nord. Es considera que tenen més en comú amb els seus veïns de Karo que amb els Toba, tot i que tots dos grups van migrar de Pakpak per tal de participar en el comerç de la zona.
La llengua simalungun és parlada per moltes persones Simalungun, a més d'Indonèsia.

## Vida tradicional simalungun
Els simalungun eren un poble guiat per "raja", és a dir, reis, que eren considerats déus vivents. L'investigador holandès G.L.Tichelman (1893-1962) va descriure els poblats simalungun com una sèrie de cases construïdes paral·leles al riu, fetes de pals de fusta i fulles de palmera. Les cases podein acollir des d'una sola família (rumah parsatanggaan) fins a una dotzena (rumah parrumaho pattanggaan) que tenien una àrea designada per a cada família. El cap del poble vivia a la "Rumah Bolon", la casa més gran i més ornamentada del poble. El cap del poble l'estableix el rei a qui roman fidel. El poble més important del reialme s'anomena "Pamatang". Per tal de fer fora els esperits del poble, se celebra el “Robu Tabu”, dies en els quals el poble es decora i no es permet l'accés dels forans.
Els pobles tenien un lloc comunitari "tapian" on arribava l'aigua a través de tubs de bambú. A part de servir per al bany, també servia per celebrar-hi cerimònies religioses al costat. En aquestes s'usaven dues estàtues, una per treure malalties de les persones -Parsihili- i l'altra per comunicar-se amb els morts -Pasiarhon-. Tot i el suport entre els membres del poble, en cas d'un incendi en una casa, no acollien les víctimes per por de futurs incendis. En canvi, es construïa una nova casa per a la família desafortunada amb tota rapidesa.
Per comerciar amb una família calia usar la intervenció d'un intermediari, ja que estava mal vist fer-ho directament.
Per al naixement d'un fill s'avisava el dunkun (metge/bruixot que feia de llevadora) que vingués a allunyar els esperits i a tallar el cordó umbilical amb un ganivet de bambú. Seguidament, embolcallat en bolquers, se l'empastifa amb arròs mastegat pel dunkun abans de començar l'alletament. La placenta s'enterra sota la casa i es manté un foc durant set dies per mantenir els esperits allunyats. Al setè dia, el nadó es duu al tapian. Si la data de naixement era propícia, serà la mare qui el durà amb un nou Hiou, un Ragi Idup o un Ragi Panei. Però si la data és dolenta, aleshores seran totes les dones del poble qui duran el nadó per tal d'enganyar els esperits malignes i protegir-lo. Un cop se li ha posat el nom, el nen rebrà un braçalet protector de color negre, blanc i vermell.
Es pot veure un poble tradicional simalungun ben conservat a Pematang Purba.

## Poble simalungun
El concepte d'un poble cohesionat ve derivat en part del colonialisme holandès. El 1870 els holandesos es van instal·lar a l'est de Sumatra, centrats a Medan, en el reialme de Deli. El 1904 el govern de les Índies Orientals Holandeses van signar acords de rendició amb els set reialmes dels “Simeloengoenlanden”, per tal de formar una unitat administrativa juntament amb Karolanden. Aquests set reialmes eran Siantar, Tanoh Jawa, Panei, Dolok Silou, Raya, Purba i Silimahuta.
L'assentament colonial es va establir el 1908 a Pamatang Siantar. El sistema colonial holandès va promoure els moviments migratoris de treballadors javanesos i tobanesos cap a les seves plantacions, portant així noves influències que van provocar la intimidació i marginació dels autòctons simalungun. Després de la segona guerra mundial va tenir lloc una tràgica revolució social. Els nouvinguts pobles van voler canviar el sistema monàrquic a Deli, Karo i Simalungun i units amb el govern de Java i la recent República d'Indonèsia. Van haver-hi segrestos i assassinats entre la família real per acabar amb la monarquia.

## Clans (marga)
Els simalungun pertanyen a un dels quatre marga o clans. Cada marga té un sub-marga tot i que cada individu pot optar per identificar-se amb el seu marga, més que no pas el sub-marga, per tal d'establir un lligam més potent.
Els quatre marga són:
Saragih, Damanik, Purba i Sinaga

## Cristianisme
El 1902 arriba a Sumatra el missioner alemany August Theis. Seguint les instruccions de Ludwig Ingwer Nommensen va prendre el lideratge de la regió dels simalungun. Theis va arribar el 2 de setembre de 1903, un dia que avui és commemorat per l'església simalungun. Theis va obrir moltes escoles i va retornar als Països Baixos el 1921.
La primera traducció de la Bíblia a una llengua indígena indonèsia va ser feta per Wismar Djaulung Saragih Sumbayak, que va ser batejat per Theis el 1910. També va ser autor del primer diccionari simalungun i va aconseguir que la llengua vehicular de les escoles fos el simalungun en detriment del toba. També va impulsar l'ús tant dels vestits com de les músiques tradicionals simalungun a l'església. Això va dir a la formació de l'Església Cristiana Protestant Simalungun.

## Persones notables
- Saktiawan Sinaga
- Bill Saragih
- Wismar Djaulung Saragih Sumbayak
- Henry Saragih